# Nomad (studio)
Pour les articles homonymes, voir Nomad.
Nomad (ノーマッド, Nōmaddo) est un studio de films et séries d'animation japonais fondé en juillet 2003.

## Histoire
En juillet 2003, Tatsuya Ono, ancien producteur chez Pierrot et Madhouse, fonde son propre studio, Nomad.

## Filmographie

### Séries TV
- Rozen Maiden (12 épisodes) (oct 2004 - déc 2004)
- Rozen Maiden Träumend (12 épisodes) (oct 2005 - janv 2006)
- Hime-sama Goyōjin (12 épisodes) (avril 2006 - juil 2006)
- Chocotto Sister (24 épisodes) (juil 2006 - déc 2006)
- Sola (13 épisodes) (avr 2007 - juin 2007)
- Kyōran Kazoku Nikki (26 épisodes) (avril 2008 - oct 2008)
- Yozakura quartet (12 épisodes) (oct 2008 - déc 2008)
- Modern Magic Made Simple (12 épisodes) (juil 2009 - sept 2009)
- Kämpfer (12 épisodes) (oct 2009 - déc 2009)
- Oretachi ni Tsubasa wa Nai (12 épisodes) (avr 2011 - juin 2011)
- Kitakubu Katsudō Kiroku (12 épisodes) (juil 2013 - oct 2013)
- Futari wa Milky Holmes (12 épisodes) (juil 2013 - sept 2013) avec J. C. Staff
- Pseudo Harem (12 épisodes) (juil 2024 - sept 2024)

### OAV
- Rozen Maiden Ouverture (2 OAV) (2006)
- Kaitō Tenshi Twin Angel (2 OAV) (2008)
- T.P. Sakura (2 OAV) (2011)
- VitaminX Addiction (1 OAV) (2011)